# Pompignac
Pompignac est une commune du Sud-Ouest de la France, située dans le département de la Gironde, en région Nouvelle-Aquitaine.

## Géographie

### Localisation
Pompignac est une commune de l'aire d'attraction de Bordeaux et de son unité urbaine, située dans l'Entre-deux-Mers à une vingtaine de kilomètres de Bordeaux. Le territoire communal est très rural en raison de la place prise par les activités agricoles et les espaces boisés. Elle est arrosée par la Laurence, un ruisseau affluent de la Dordogne.

### Communes limitrophes
Les communes limitrophes sont Montussan, Fargues-Saint-Hilaire, Beychac-et-Caillau, Bonnetan, Sallebœuf, Tresses et Yvrac.
| Yvrac   | Montussan             | Beychac-et-Caillau |
| Tresses | Pompignac             | Sallebœuf          |
|         | Fargues-Saint-Hilaire | Bonnetan           |

### Climat
Pour des articles plus généraux, voir Climat de la Nouvelle-Aquitaine et Climat de la Gironde.
Historiquement, la commune est exposée à un climat océanique aquitain.  
En 2020, Météo-France publie une typologie des climats de la France métropolitaine dans laquelle la commune est exposée à un climat océanique et est dans la région climatique  Aquitaine, Gascogne, caractérisée par une pluviométrie abondante au printemps, modérée en automne, un faible ensoleillement au printemps, un été chaud (19,5 °C), des vents faibles, des brouillards fréquents en automne et en hiver et des orages fréquents en été (15 à 20 jours).
Pour la période 1971-2000, la température annuelle moyenne est de 12,9 °C, avec une amplitude thermique annuelle de 14,8 °C. Le cumul annuel moyen de précipitations est de 851 mm, avec 11,7 jours de précipitations en janvier et 6,9 jours en juillet. Pour la période 1991-2020, la température moyenne annuelle observée sur la station météorologique la plus proche, située sur la commune de Cadaujac à 13 km à vol d'oiseau, est de 13,8 °C et le cumul annuel moyen de précipitations est de 918,3 mm,. Pour l'avenir, les paramètres climatiques de la commune estimés pour 2050 selon différents scénarios d’émission de gaz à effet de serre sont consultables sur un site dédié publié par Météo-France en novembre 2022.

## Urbanisme

### Typologie
Au 1er janvier 2024, Pompignac est catégorisée ceinture urbaine, selon la nouvelle grille communale de densité à sept niveaux définie par l'Insee en 2022.
Elle appartient à l'unité urbaine de Bordeaux, une agglomération intra-départementale regroupant 73  communes, dont elle est une commune de la banlieue,,. Par ailleurs la commune fait partie de l'aire d'attraction de Bordeaux, dont elle est une commune de la couronne,. Cette aire, qui regroupe 275 communes, est catégorisée dans les aires de 700 000 habitants ou plus (hors Paris),.

### Occupation des sols

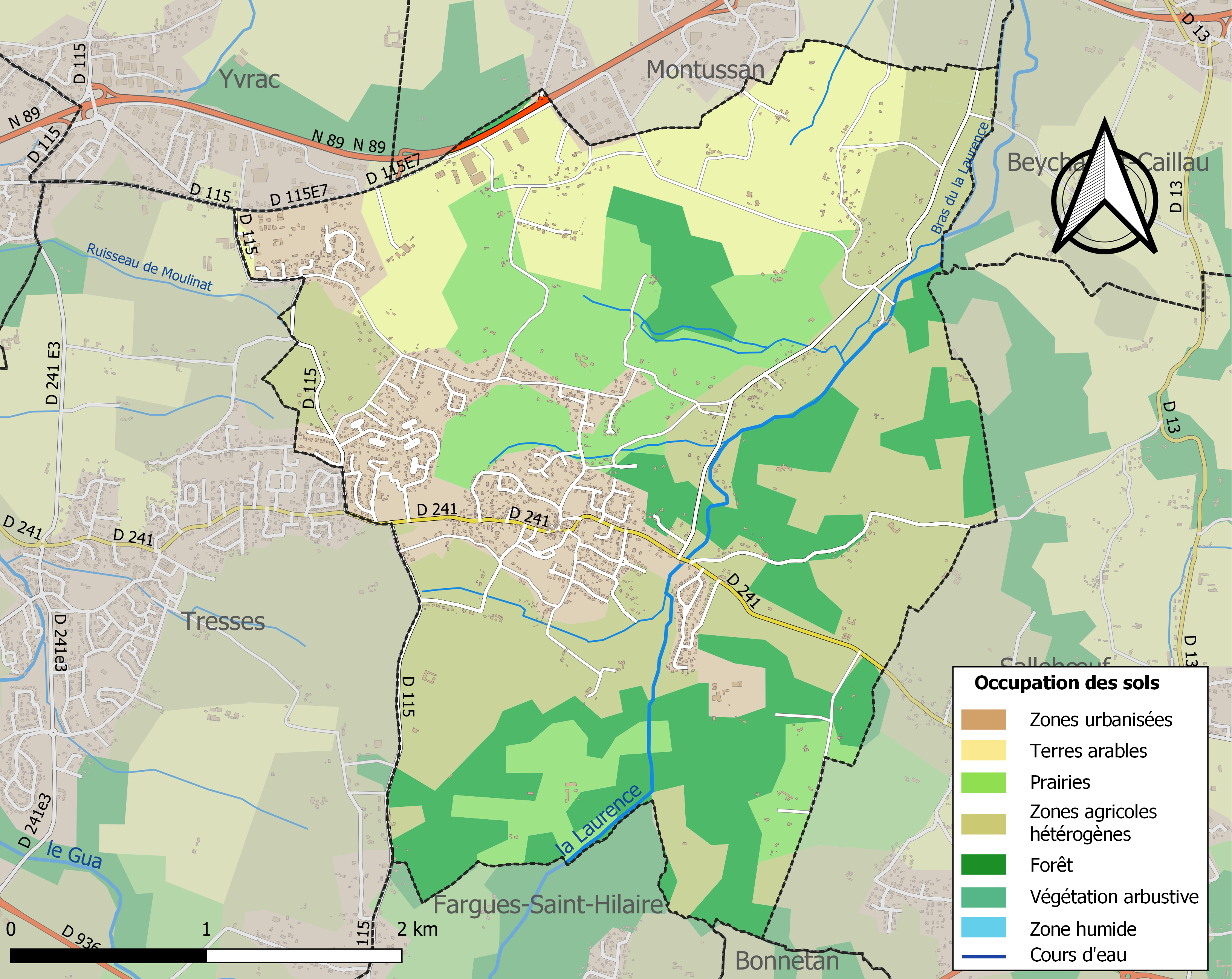
Carte des infrastructures et de l'occupation des sols de la commune en 2018 (CLC).

L'occupation des sols de la commune, telle qu'elle ressort de la base de données européenne d’occupation biophysique des sols Corine Land Cover (CLC), est marquée par l'importance des territoires agricoles (64,9 % en 2018), en diminution par rapport à 1990 (69,4 %). La répartition détaillée en 2018 est la suivante : 
zones agricoles hétérogènes (32,2 %), forêts (19,9 %), prairies (16,8 %), cultures permanentes (15,9 %), zones urbanisées (15,2 %). L'évolution de l’occupation des sols de la commune et de ses infrastructures peut être observée sur les différentes représentations cartographiques du territoire : la carte de Cassini (XVIIIe siècle), la carte d'état-major (1820-1866) et les cartes ou photos aériennes de l'IGN pour la période actuelle (1950 à aujourd'hui).

### Risques majeurs
Le territoire de la commune de Pompignac est vulnérable à différents aléas naturels : météorologiques (tempête, orage, neige, grand froid, canicule ou sécheresse), inondations, mouvements de terrains et séisme (sismicité faible). Un site publié par le BRGM permet d'évaluer simplement et rapidement les risques d'un bien localisé soit par son adresse soit par le numéro de sa parcelle.
La commune a été reconnue en état de catastrophe naturelle au titre des dommages causés par les inondations et coulées de boue survenues en 1982, 1983, 1986, 1989, 1999, 2008, 2009, 2013 et 2021,.
Les mouvements de terrains susceptibles de se produire sur la commune sont des affaissements et effondrements liés aux cavités souterraines (hors mines) et des tassements différentiels. Par ailleurs, afin de mieux appréhender le risque d’affaissement de terrain, l'inventaire national des cavités souterraines permet de localiser celles situées sur la commune.

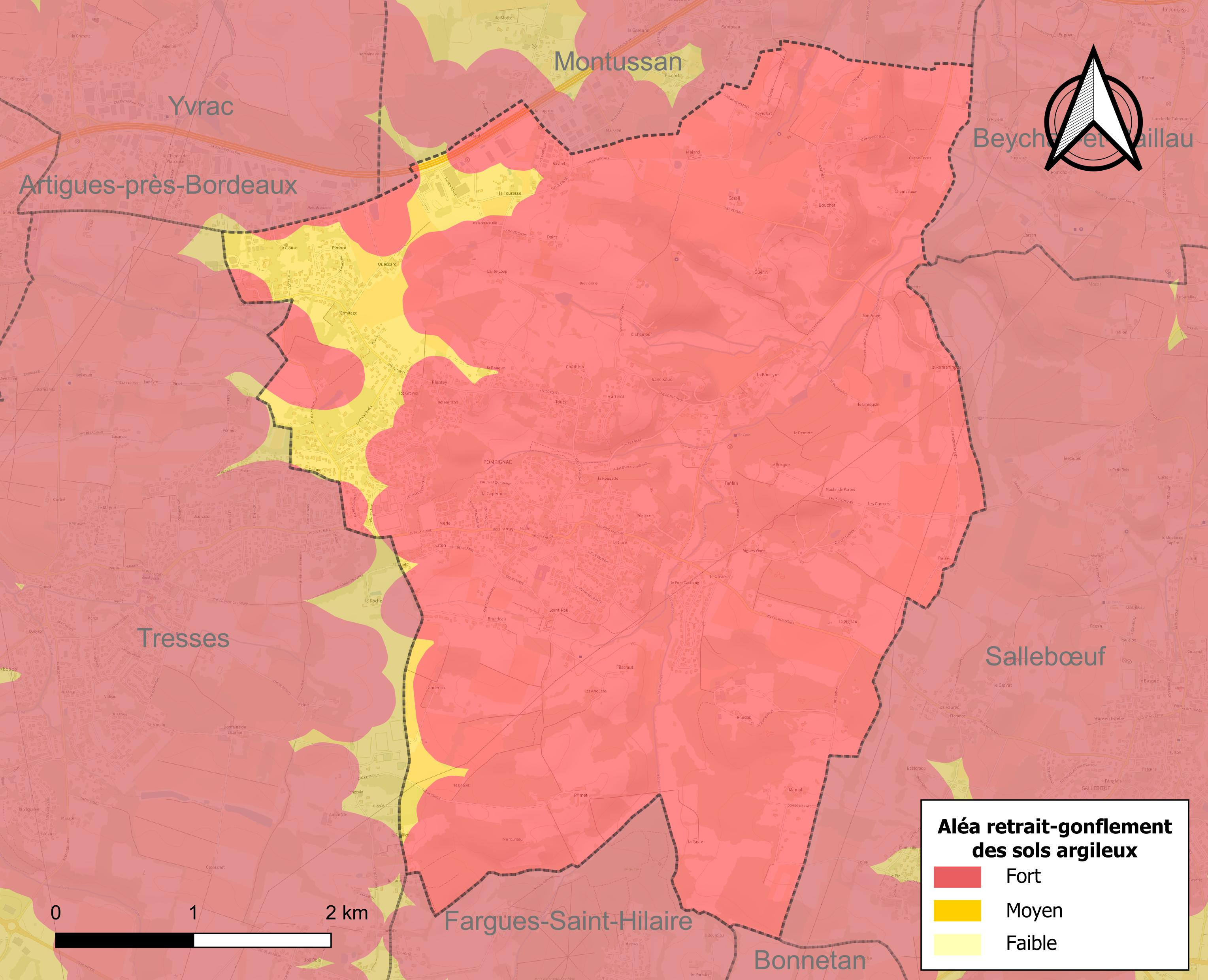
Carte des zones d'aléa retrait-gonflement des sols argileux de Pompignac.

Le retrait-gonflement des sols argileux est susceptible d'engendrer des dommages importants aux bâtiments en cas d’alternance de périodes de sécheresse et de pluie. La totalité de la commune est en aléa moyen ou fort (67,4 % au niveau départemental et 48,5 % au niveau national). Sur les 1 206 bâtiments dénombrés sur la commune en 2019, 1 206 sont en aléa moyen ou fort, soit 100 %, à comparer aux 84 % au niveau départemental et 54 % au niveau national. Une cartographie de l'exposition du territoire national au retrait gonflement des sols argileux est disponible sur le site du BRGM,.
Par ailleurs, afin de mieux appréhender le risque d’affaissement de terrain, l'inventaire national des cavités souterraines permet de localiser celles situées sur la commune.

## Toponymie
Le nom de la commune signifierait « lieu appartenant à Pompennius » (à l’époque gallo-romaine).
En gascon, le nom de la commune est Pompinhac.

## Histoire
À la Révolution, la paroisse Saint-Martin de Pompignac forme la commune de Pompignac.

## Politique et administration

### Administration départementale et intercommunalité
La commune de Pompignac appartient à l'arrondissement de Bordeaux. À la suite du découpage territorial de 2014 entré en vigueur à l'occasion des élections départementales de 2015, la commune demeure dans le canton de Créon remodelé,. Pompignac fait également partie de la communauté de communes des Coteaux Bordelais, membre du Pays du Cœur de l'Entre-deux-Mers.

### Jumelages
- Lerín (Espagne) depuis 2004[25]

| Ville | Ville | Pays | Pays    | Période     |
| ----- | ----- | ---- | ------- | ----------- |
|       | Lerín |      | Espagne | depuis 2004 |

## Démographie
Les habitants sont appelés les Pompignacais.
L'évolution du nombre d'habitants est connue à travers les recensements de la population effectués dans la commune depuis 1793. Pour les communes de moins de 10 000 habitants, une enquête de recensement portant sur toute la population est réalisée tous les cinq ans, les populations de référence des années intermédiaires étant quant à elles estimées par interpolation ou extrapolation. Pour la commune, le premier recensement exhaustif entrant dans le cadre du nouveau dispositif a été réalisé en 2007.

En 2022, la commune comptait 3 485 habitants, en évolution de +18,62 % par rapport à 2016 (Gironde : +6,91 %, France hors Mayotte : +2,11 %).
| 1793 | 1800 | 1806 | 1821 | 1831 | 1836 | 1841 | 1846 | 1851 |
| ---- | ---- | ---- | ---- | ---- | ---- | ---- | ---- | ---- |
| 630  | 603  | 608  | 532  | 572  | 564  | 503  | 538  | 512  |

| 1856 | 1861 | 1866 | 1872 | 1876 | 1881 | 1886 | 1891 | 1896 |
| ---- | ---- | ---- | ---- | ---- | ---- | ---- | ---- | ---- |
| 503  | 489  | 501  | 537  | 537  | 571  | 602  | 492  | 569  |

| 1901 | 1906 | 1911 | 1921 | 1926 | 1931 | 1936 | 1946 | 1954 |
| ---- | ---- | ---- | ---- | ---- | ---- | ---- | ---- | ---- |
| 639  | 648  | 566  | 525  | 478  | 501  | 554  | 592  | 711  |

| 1962 | 1968 | 1975  | 1982  | 1990  | 1999  | 2006  | 2007  | 2012  |
| ---- | ---- | ----- | ----- | ----- | ----- | ----- | ----- | ----- |
| 721  | 749  | 1 222 | 1 640 | 2 355 | 2 529 | 2 541 | 2 542 | 2 767 |

| 2017  | 2022  | - | - | - | - | - | - | - |
| ----- | ----- | - | - | - | - | - | - | - |
| 2 980 | 3 485 | - | - | - | - | - | - | - |

## Culture locale et patrimoine

### Lieux et monuments
- L'église Saint-Martin, originellement d'architecture romane, s'est vue ajouter un clocher-porche au XVe ou XVIe siècle, a connu un certain délabrement au cours du XVIIIe siècle, subi un incendie en 1899 et une reconstruction partielle en 1901-1902 avec ajout d'une voûte d'ogives ; aujourd'hui, son aspect général extérieur est plutôt de style gothique ; elle présente la particularité d'avoir conservé, en sus du portail d'entrée gothique datant de l'ajout du clocher-porche, le portail roman avec porche à voussures antérieur[31],[32]. Elle est inscrite à l'Inventaire général du patrimoine culturel[33].
- Des fouilles archéologiques ont décelé la présence de trois sites datant de l'époque gallo-romaine : les alentours de l’église, ainsi que les lieux-dits la Romaningue et le Castéra.

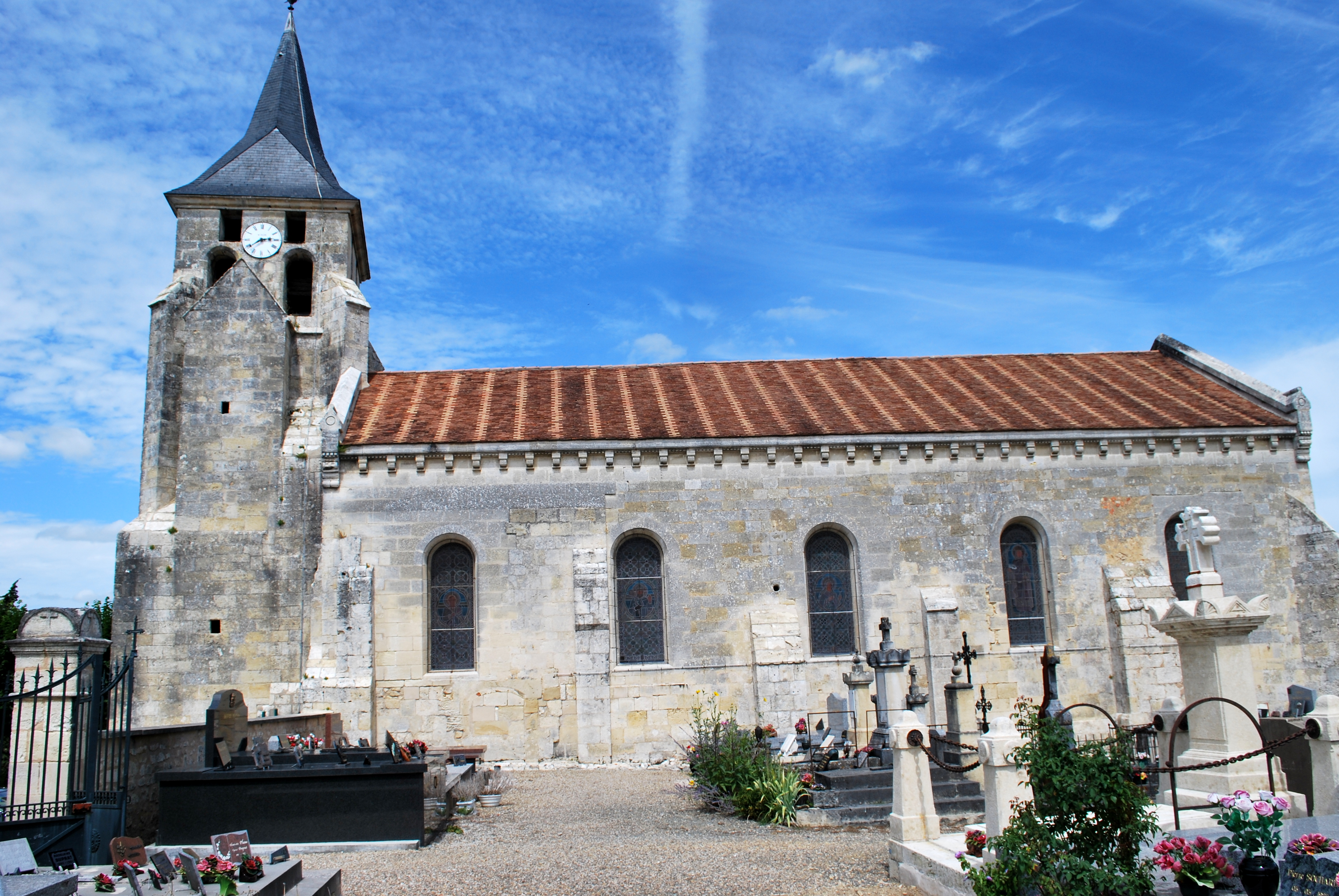
L'église Saint-Martin
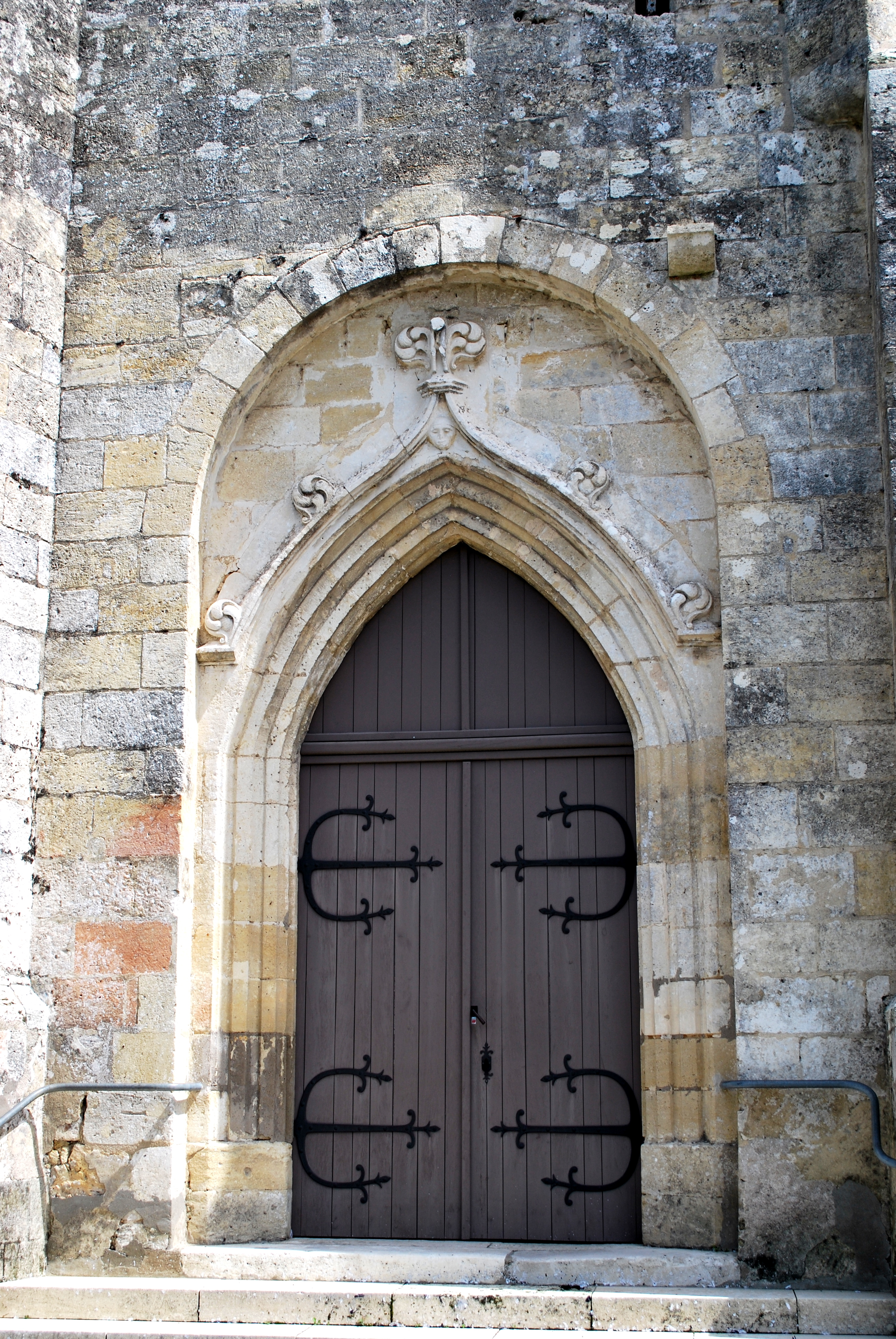
Le portail gothique
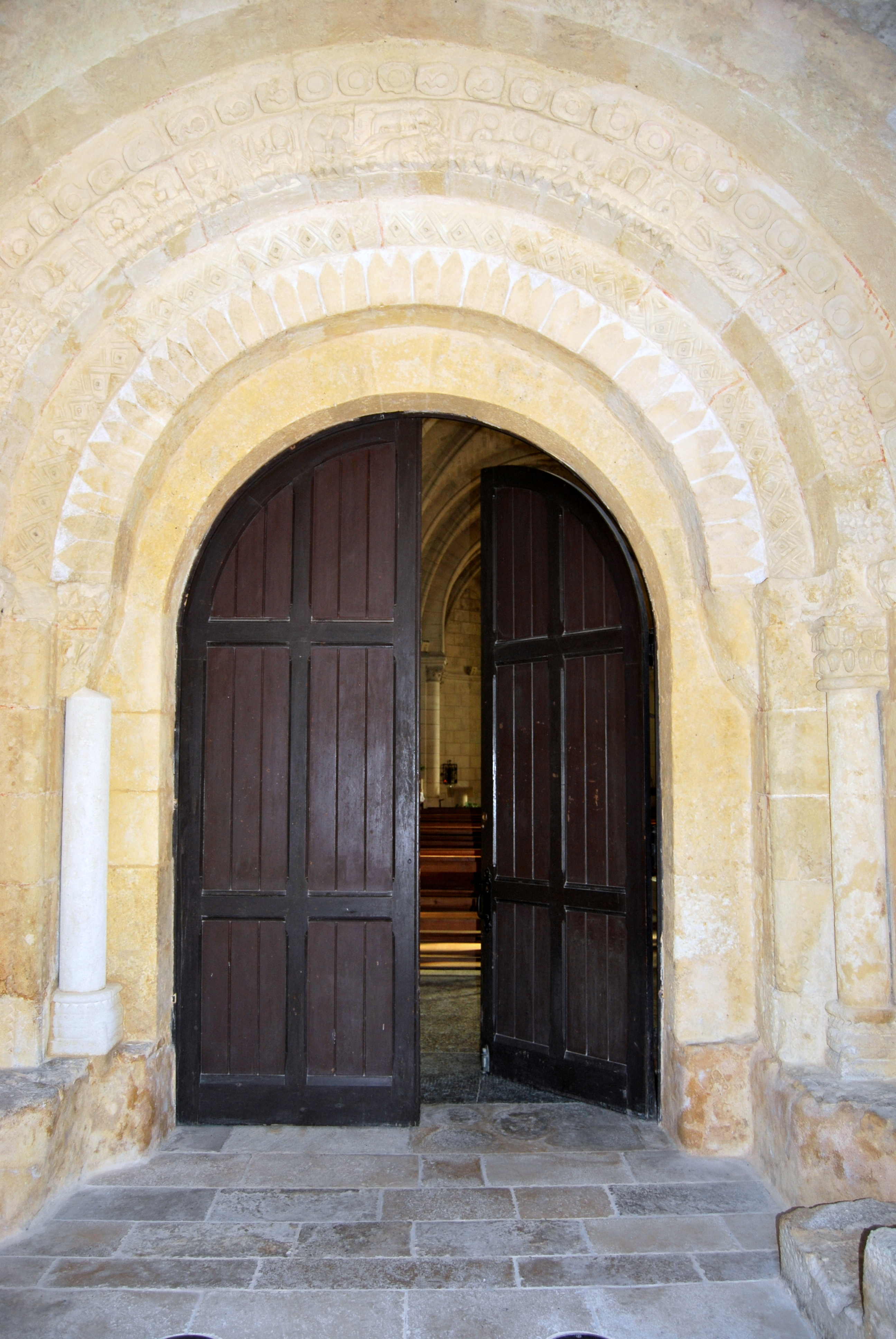
Le portail roman à voussures
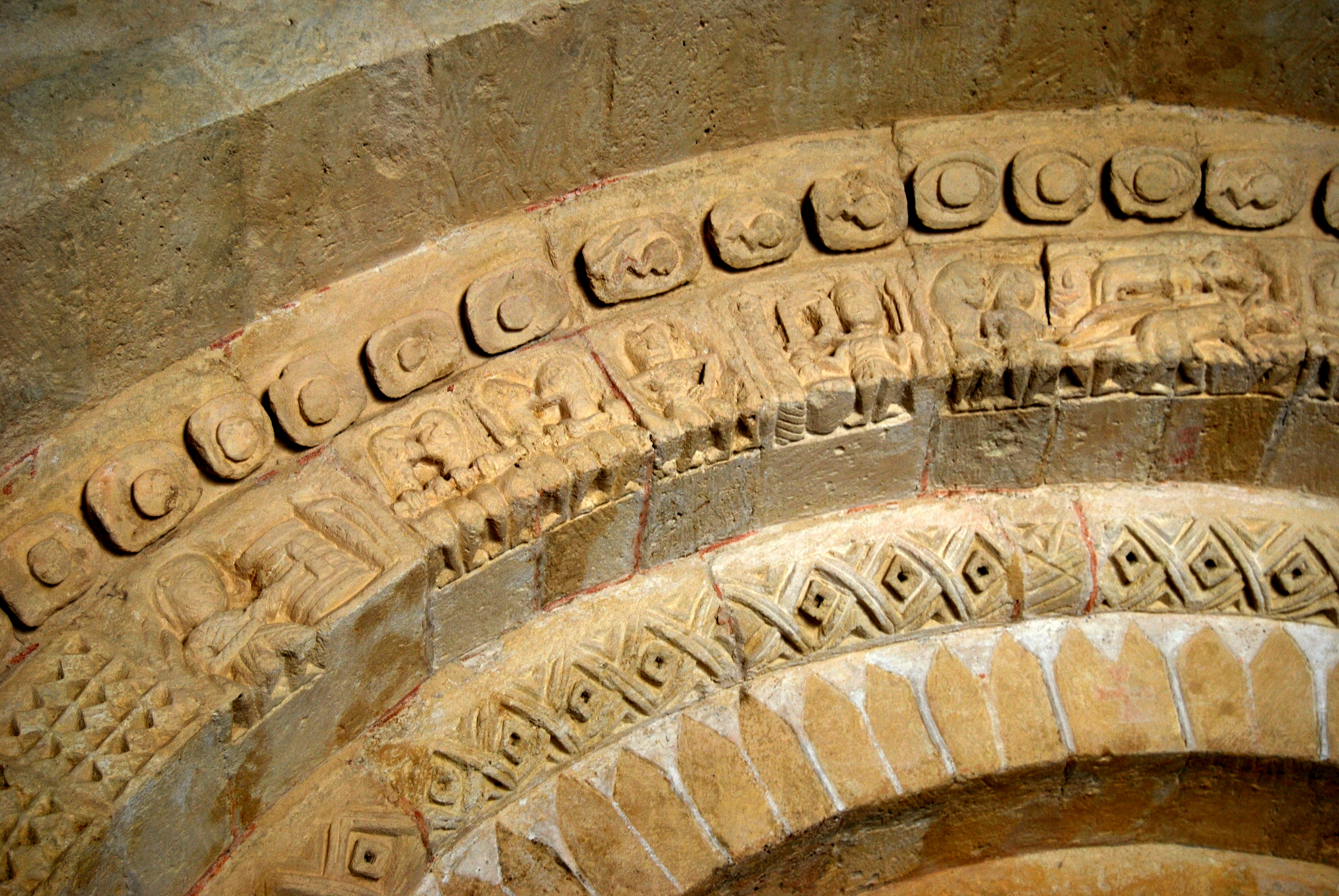
Détail des voussures
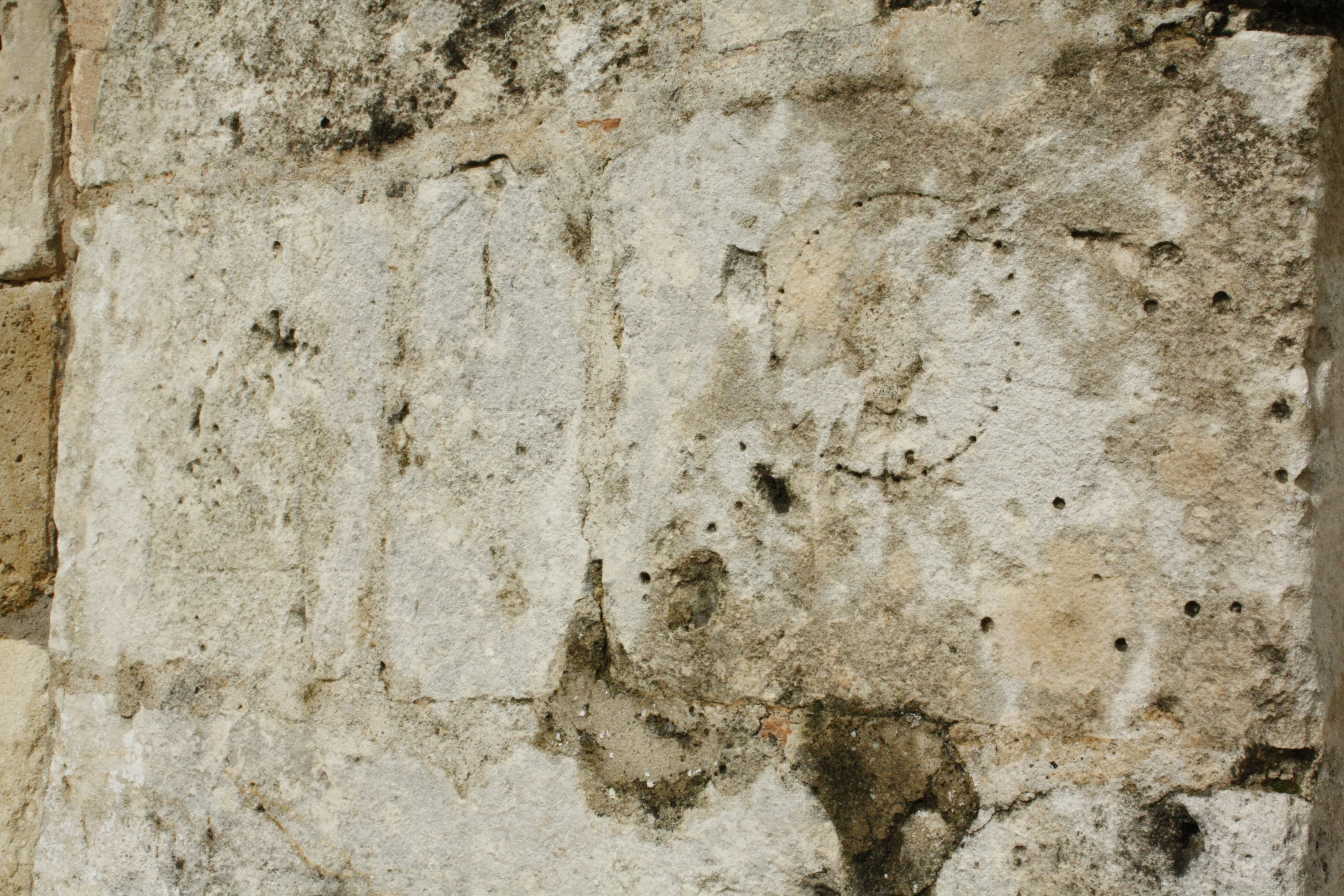
Trace de trois cadrans canoniaux sur la façade sud de l'église Saint-Martin

- Le monument aux morts

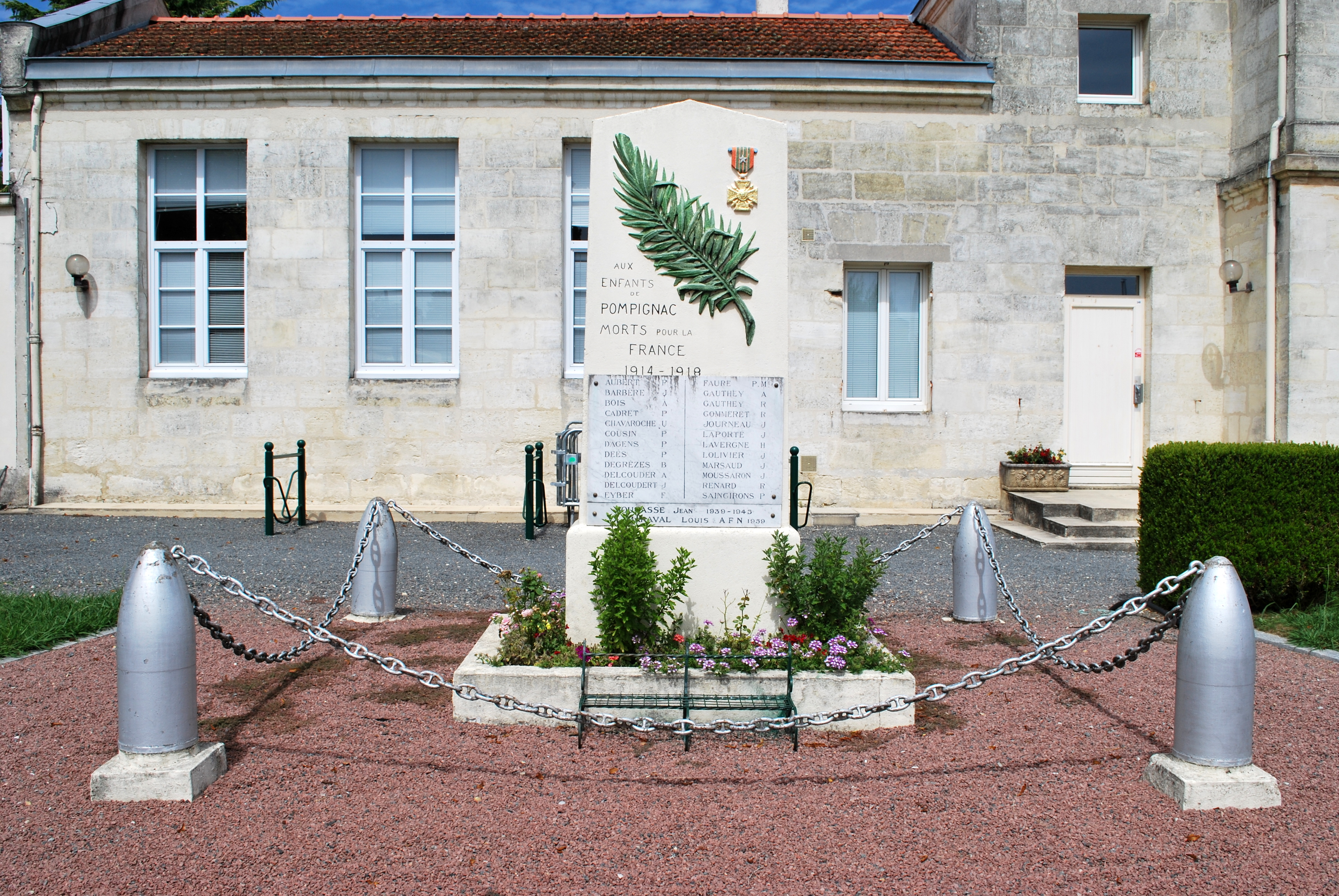

- La croix de mission, allée de Citon

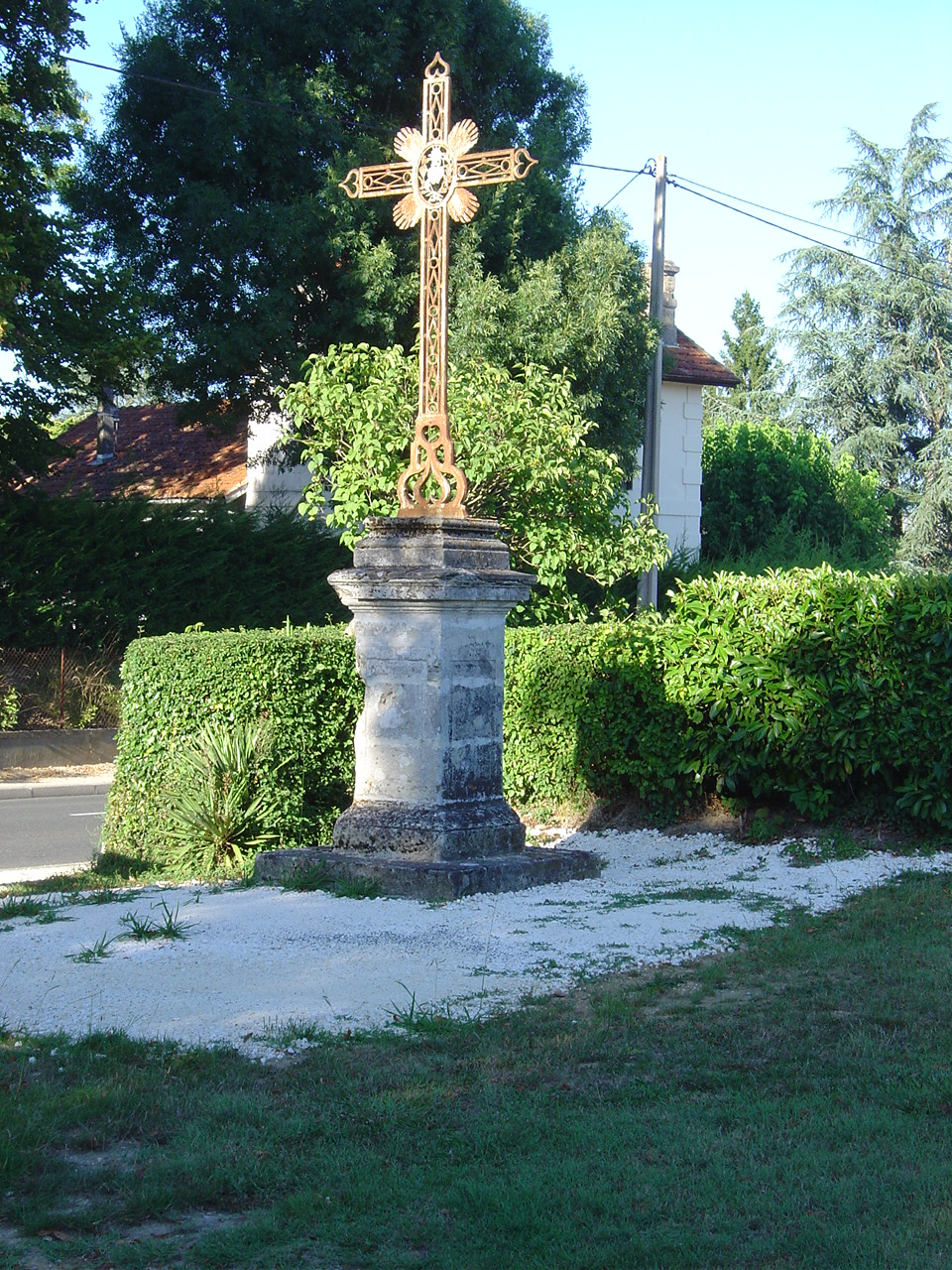
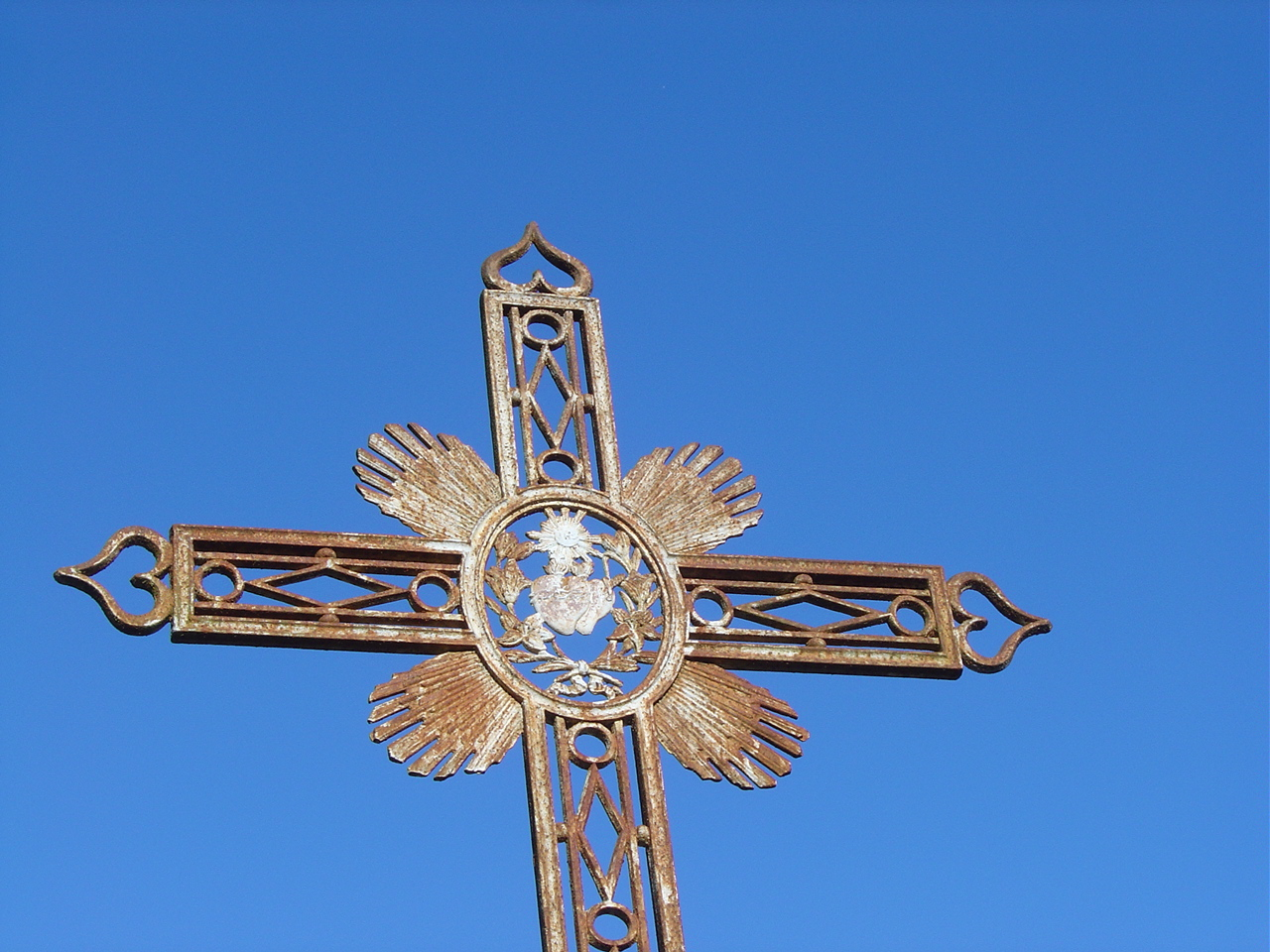
Détail

- La Laurence

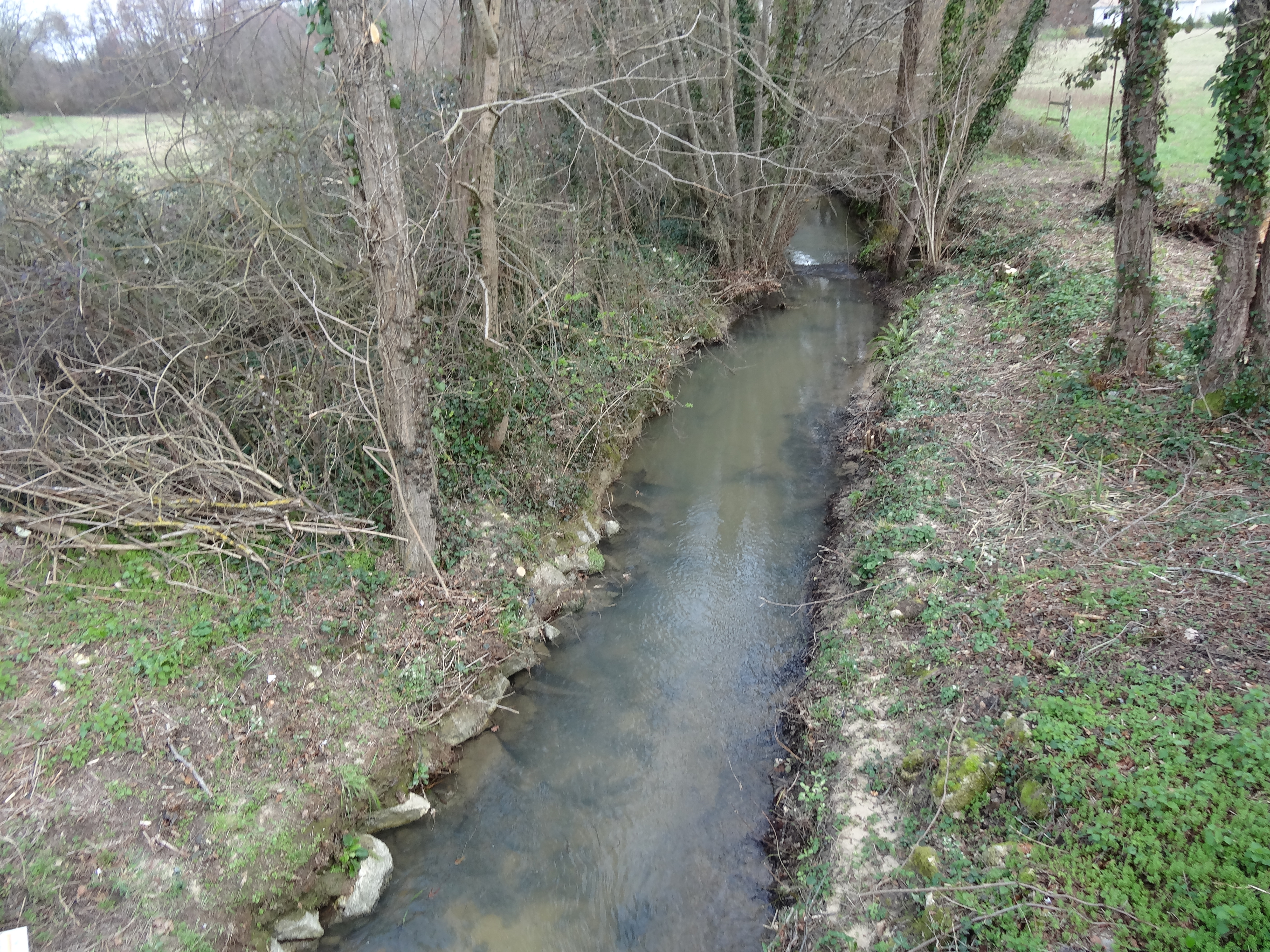
Vue depuis le pont Castaing

- La cascade, route de la Poste

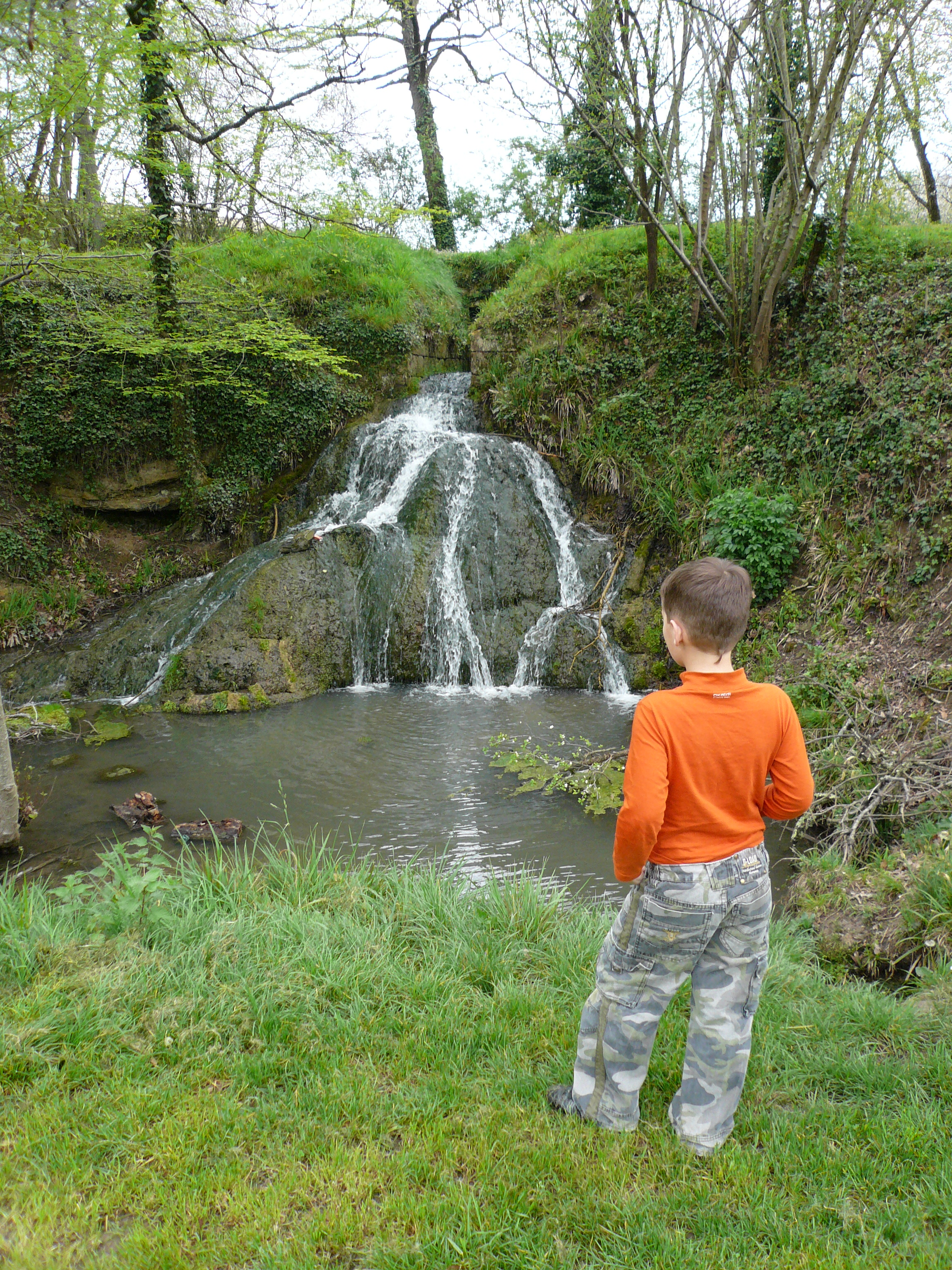
août 2006
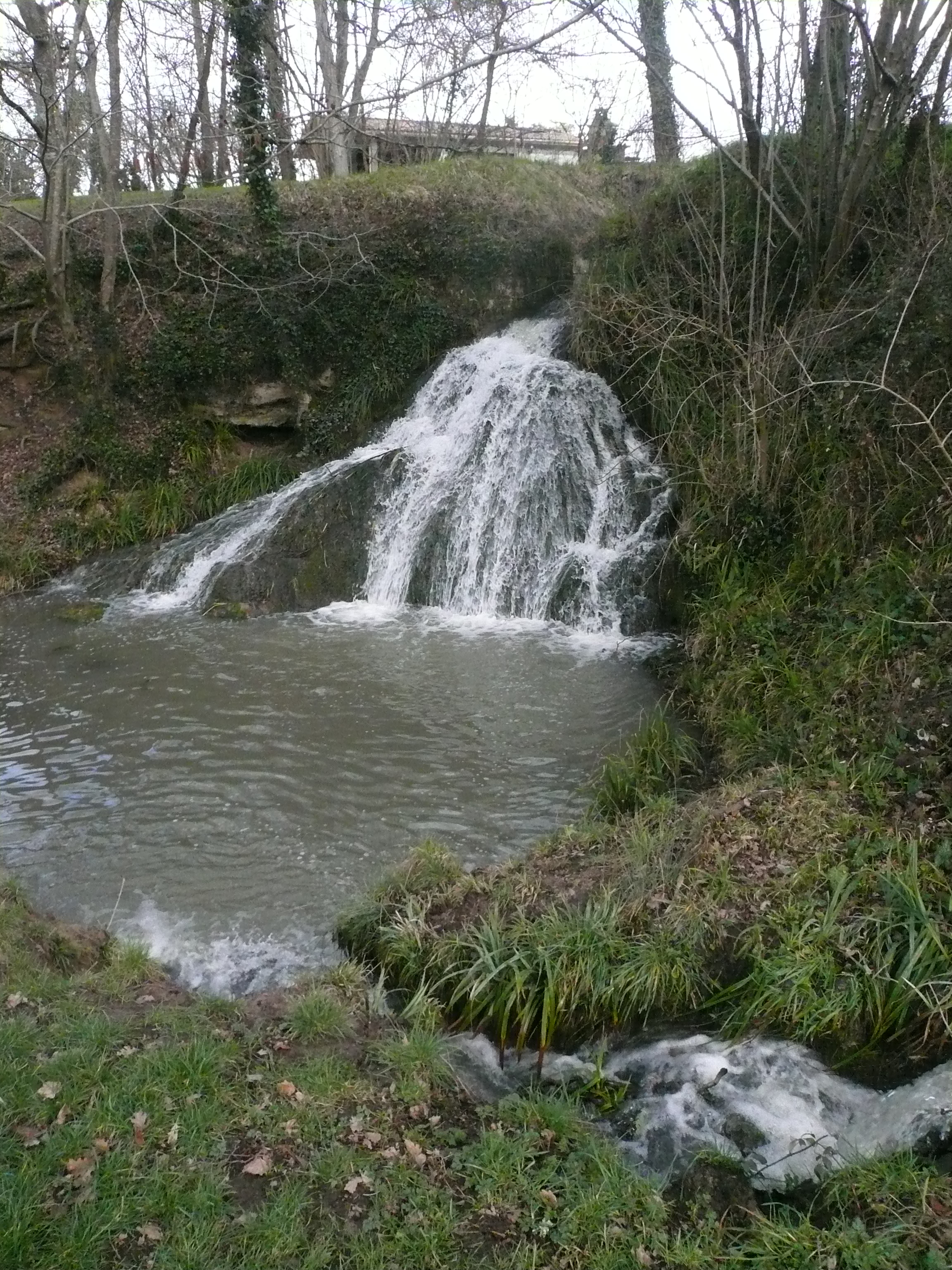
février 2010
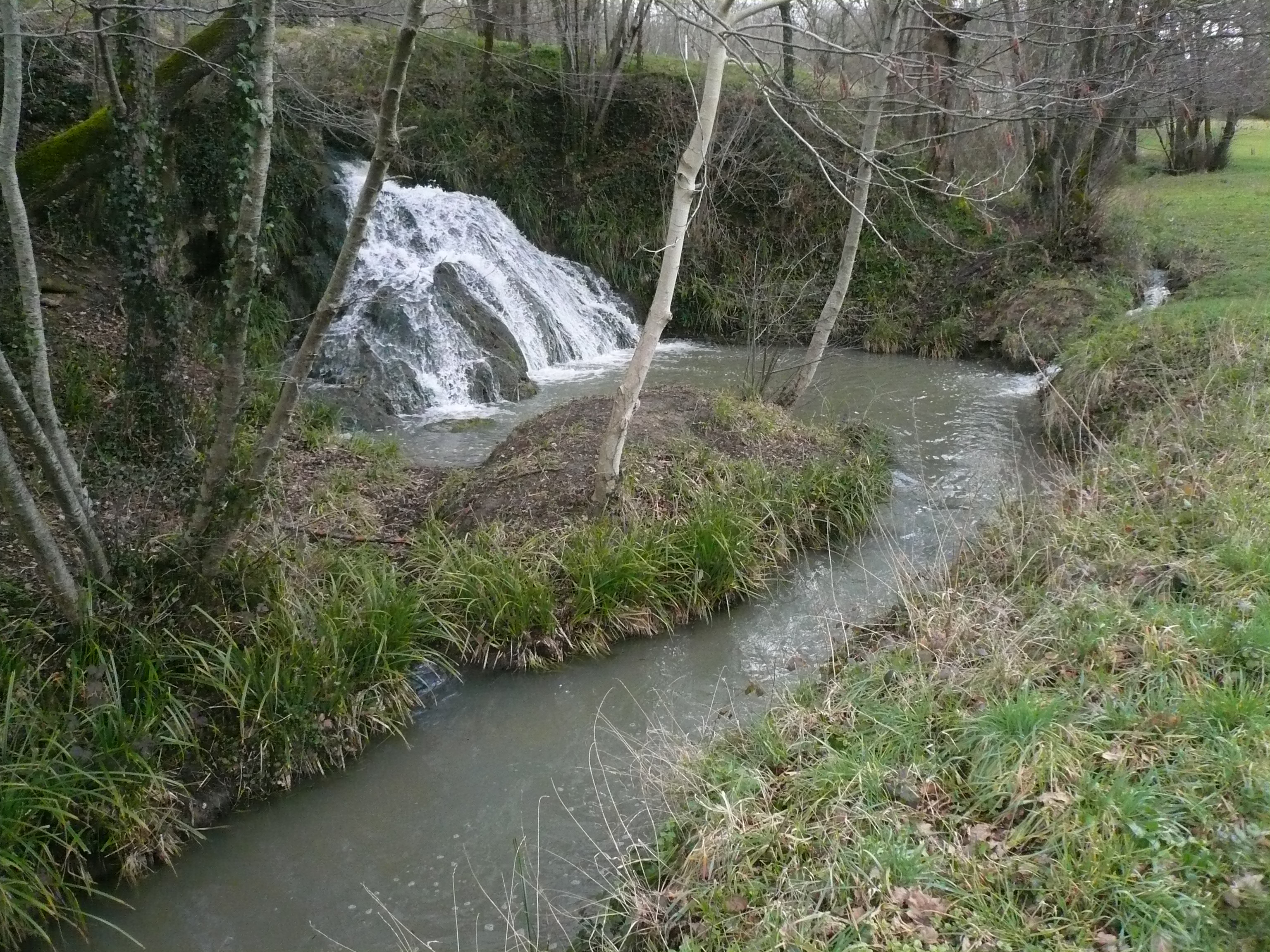
février 2010

- Pompignac autrefois

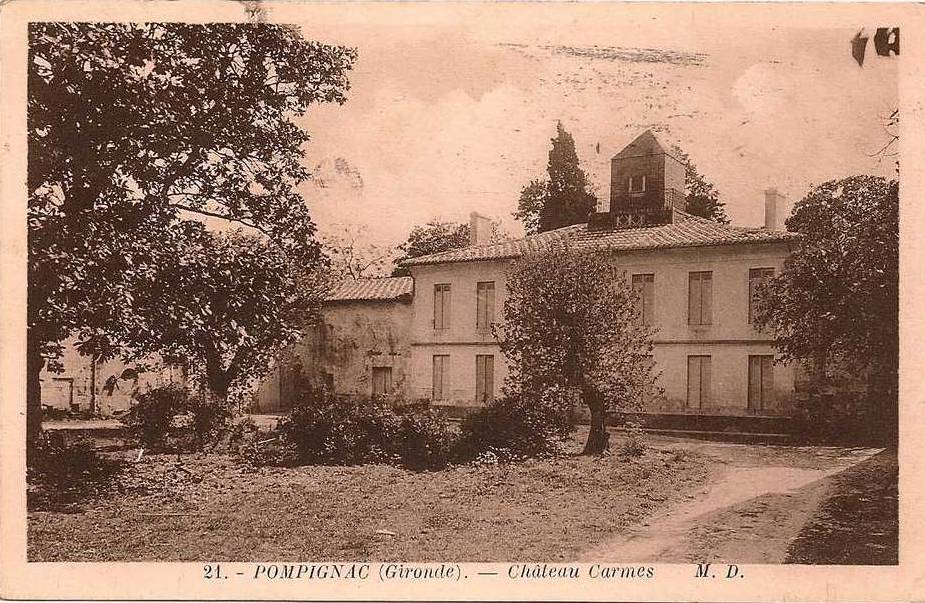
Château Carmes
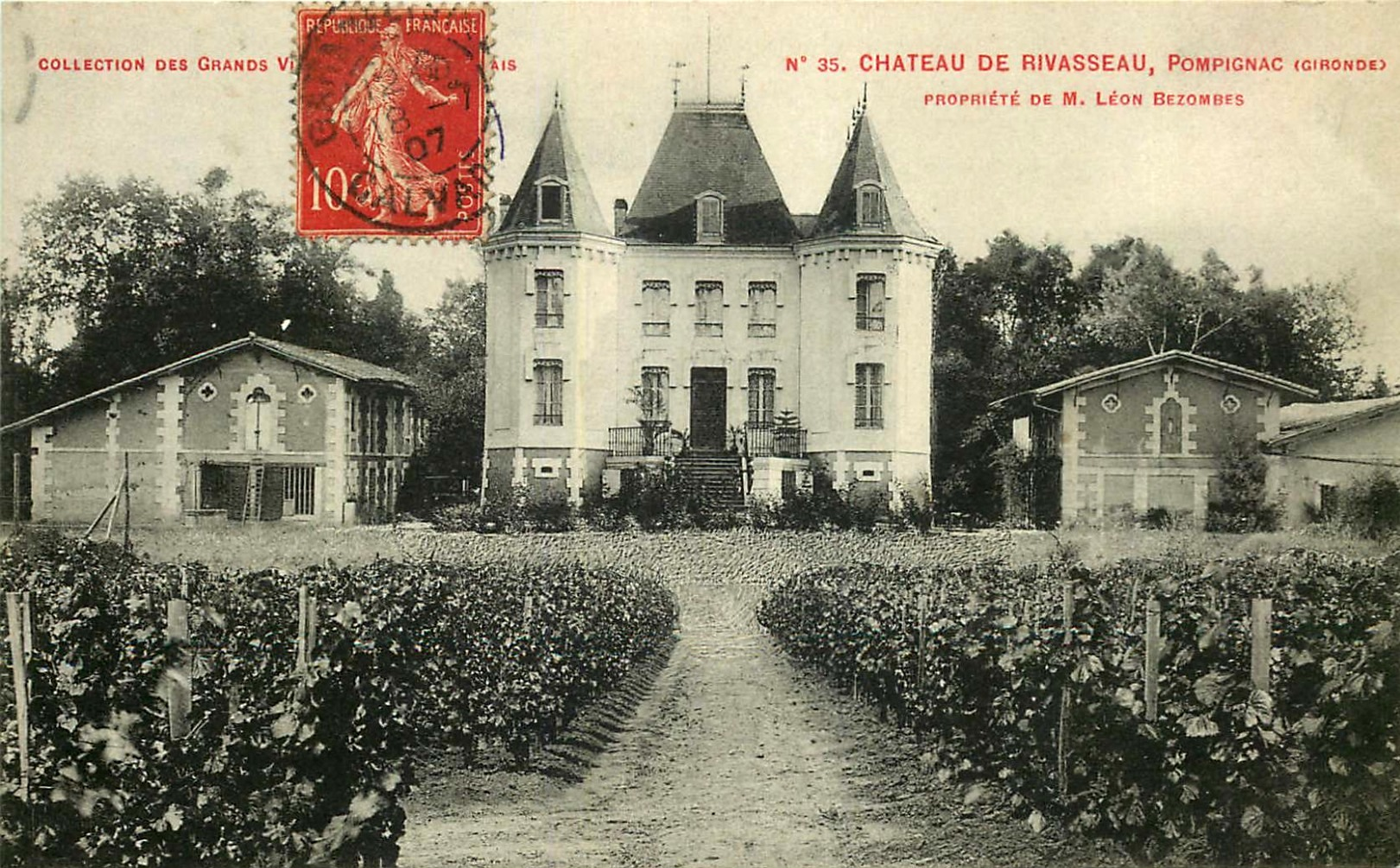
Château de Rivasseau

### Personnalités liées à la commune
- Wim Crusio, neurogénéticien du comportement, directeur de recherche au Centre national de la recherche scientifique ;
- Jean Galmot, personnalité politique de Guyane, homme d'affaires et écrivain, a vécu à Pompignac au château Queyssard;
- Jacques Legros, journaliste et présentateur de télévision, a habité à Pompignac ;
- Lionel Cantegreil (artiste Kunds), compositeur de musique électronique, a travaillé avec la maison de disques finlandaise Kahvi Collective.

### Héraldique
| Blason de Pompignac | Blason  | D’azur à la bande d’or accompagnée de deux grappes de raisin tigées d’argent et vrillées de sable, au lion léopardé de gueules brochant en bande, au chef d’argent chargé d’une divise ondée du champ et d’un rameau de laurier de sinople brochant en fasce, tige à dextre. |
| Blason de Pompignac | Détails | Officiel, présent sur le site internet de la commune |